# Blausteinsee

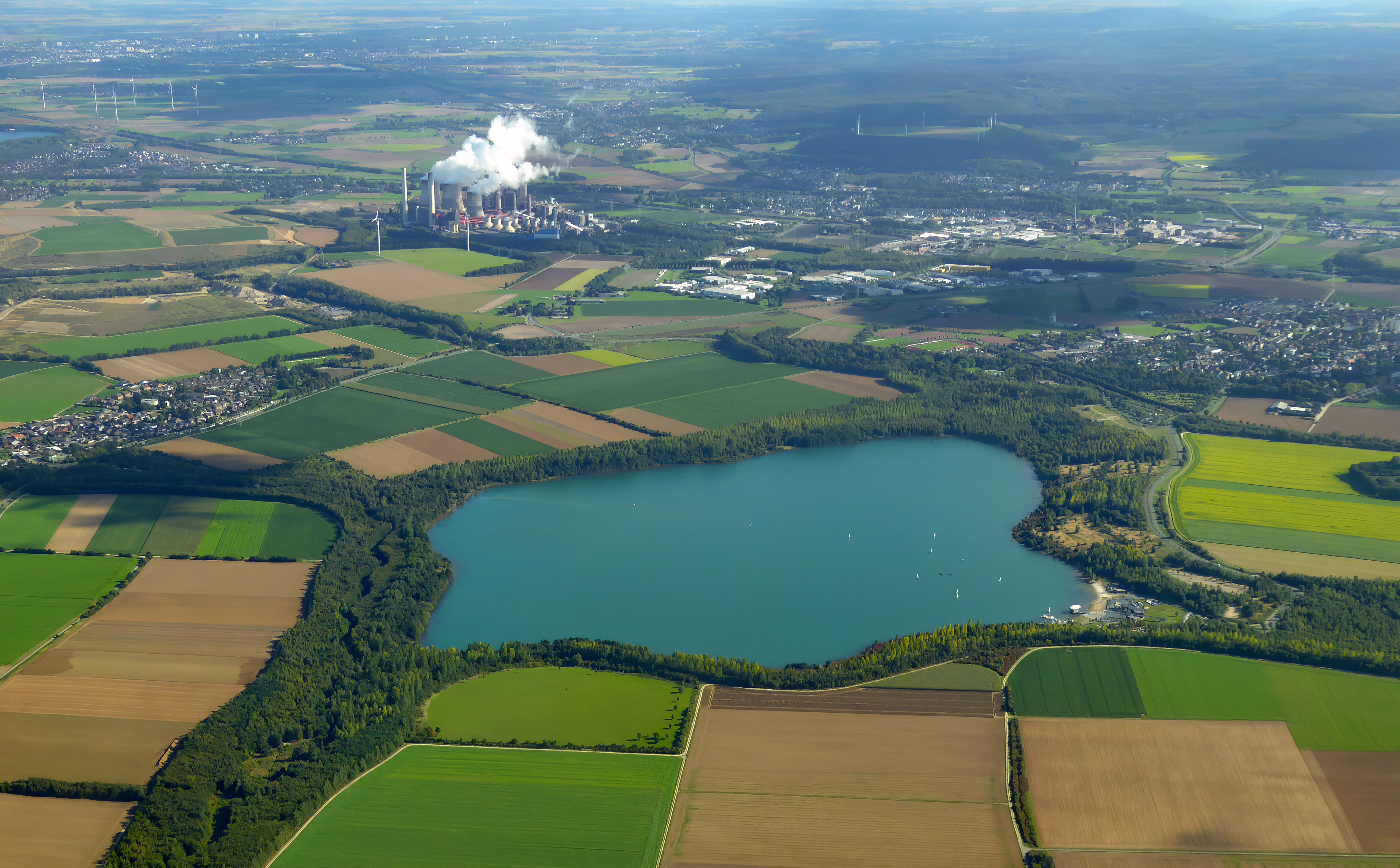
Blausteinsee, dahinter das Kraftwerk Weisweiler

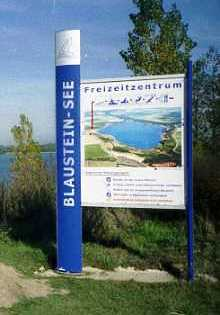
Hinweisschild

Der Blausteinsee – offiziell Freizeit- und Erholungsschwerpunkt Blausteinsee – ist ein etwa 100 Hektar großer und bis zu 46 Meter tiefer künstlicher See nördlich von Eschweiler in der Städteregion Aachen im westlichen Nordrhein-Westfalen. Er entstand im Rahmen der Rekultivierung des ehemaligen Braunkohletagebaus Zukunft im Rheinischen Braunkohlerevier durch die Auffüllung des Tagebaurestlochs mit Oberflächenwasser und dient heute als Naherholungsgebiet für die umliegenden Städte. Sein Wasserspiegel befindet sich 129 m ü. NN. Das Gesamtfüllvolumen beträgt zirka 25 Millionen Kubikmeter. Mit der Befüllung wurde 1994 begonnen. Jährlich werden 3,8 Millionen m³ Wasser aus Sümpfungsbrunnen des Tagebaus Inden in den See gepumpt, damit dieser seinen aktuellen Pegel beibehält. Nach Aussage der Städteregion Aachen wird diese Speisung mit Sümpfungswasser noch bis in das Jahr 2061 erforderlich sein.
Betreiber des Blausteinsees ist die Freizeitzentrum Blaustein-See GmbH, die 1982 als kommunale Trägergesellschaft der Kommunen Aldenhoven, Alsdorf, Eschweiler, Stolberg und Würselen gegründet wurde. Ziel dieser Gesellschaft ist die Schaffung und Unterhaltung eines attraktiven Freizeit- und Erholungsschwerpunktes für die Bevölkerung der Städteregion Aachen nebst benachbarter Kreise und die Koordinierung sämtlicher Aktivitäten im Bereich des Sees.

## Lage und Beschreibung

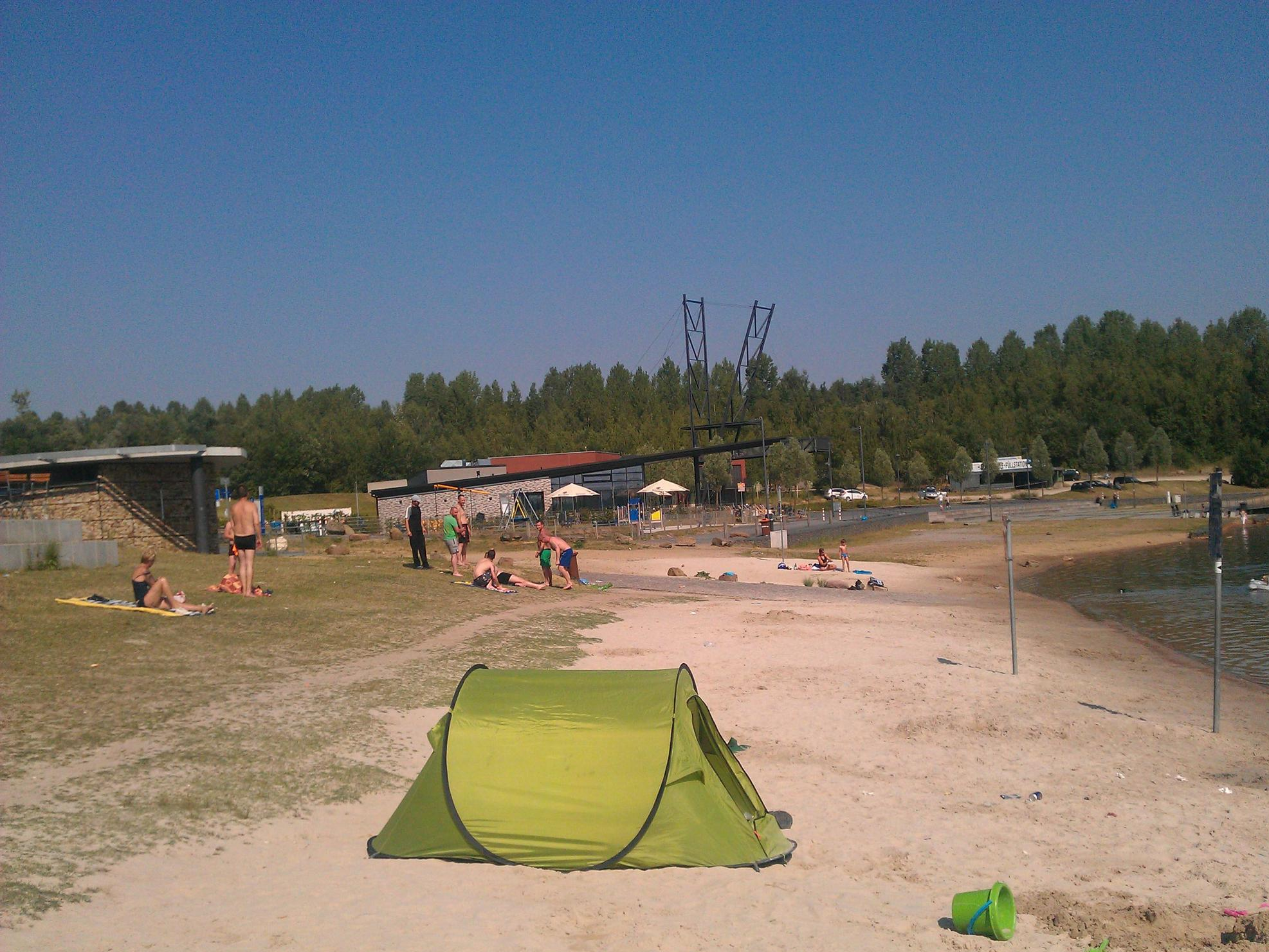
Badestrand

Der Blausteinsee liegt vollständig auf dem Stadtgebiet von Eschweiler; nur der nördlich angrenzende Schlangengraben liegt zur Hälfte auf dem Gebiet der Gemeinde Aldenhoven. Am südlichen Seeufer schließt sich übergangslos der Stadtteil Dürwiß mit seinem bewaldeten Naherholungsbereich mit Freibad und Jugendverkehrsgarten an, am östlichen Seeufer der Zwillingsstadtteil Fronhoven/Neu-Lohn. Der See wird von einem 80 bis 130 Meter breiten Grüngürtel umgeben, in welchem sich Wanderwege und separate Reitwege sowie eine 10,3 km lange Skaterstrecke befinden. Insgesamt ist der Freizeit- und Erholungsschwerpunkt in der so genannten Seemulde rund 180 Hektar groß.
Die Tauchzone mit Einstiegshilfe und Füllstation liegt am Nordwestufer, der Badebereich mit Badestrand und Gastronomiebereich am Westufer, während die nördliche, nordöstliche und östliche Uferzone Naturschutzgebiet ist.

## Fauna und Flora
Der Blausteinsee ist biologisch noch jung. Nesseltiere, Krebse, Wasserschnecken, Amphibien und Schwärme von kleinen bis mittelgroßen Fischen wie die karpfenartigen Rotfedern und Rotaugen (Weißfische) sowie Barsche und Aale sind im See zu beobachten, und im Uferbereich beginnen sich die ersten Wasserpflanzen auszubreiten. Die unmittelbare Umgebung des Sees ist durch weite Felder, Baumreihen, Feldgehölze und Hecken geprägt. Der 80 bis 130 Meter breite Grüngürtel besteht aus Laubbäumen, Sträuchern, Wiesen und sich selbst überlassenen Flächen.
2008 wurde das Naturschutzgebiet Nordöstlicher Blausteinsee mit 86,9 ha Flächengröße ausgewiesen. Von den ca. 100 Hektar des Blausteinsees gehören ca. 33 Hektar Wasserfläche zum Naturschutzgebiet. Der See ist ein oligotropher (nährstoffarmer) See. Im See kommen verschiedene Armleuchteralgen in größerer Tiefe vor. Der See ist insbesondere in den Wintermonaten, wenn die stehenden Gewässer der Umgebung zufrieren, ein überregional bedeutsames Rast- und Nahrungshabitat für Wasservögel. Regelmäßige Wintergäste sind z. B. Gänsesäger, Zwergsäger, Schellente, Tafelente und Zwergtaucher. Wegen des schwankenden Wasserspiegels des Sees bilden sich entlang der Uferlinie immer wieder neue, teilweise vegetationsarme Lebensräume mit Pionierarten, die u. a. für Amphibien wie die Kreuzkröte ideale Lebensbedingungen darstellen.

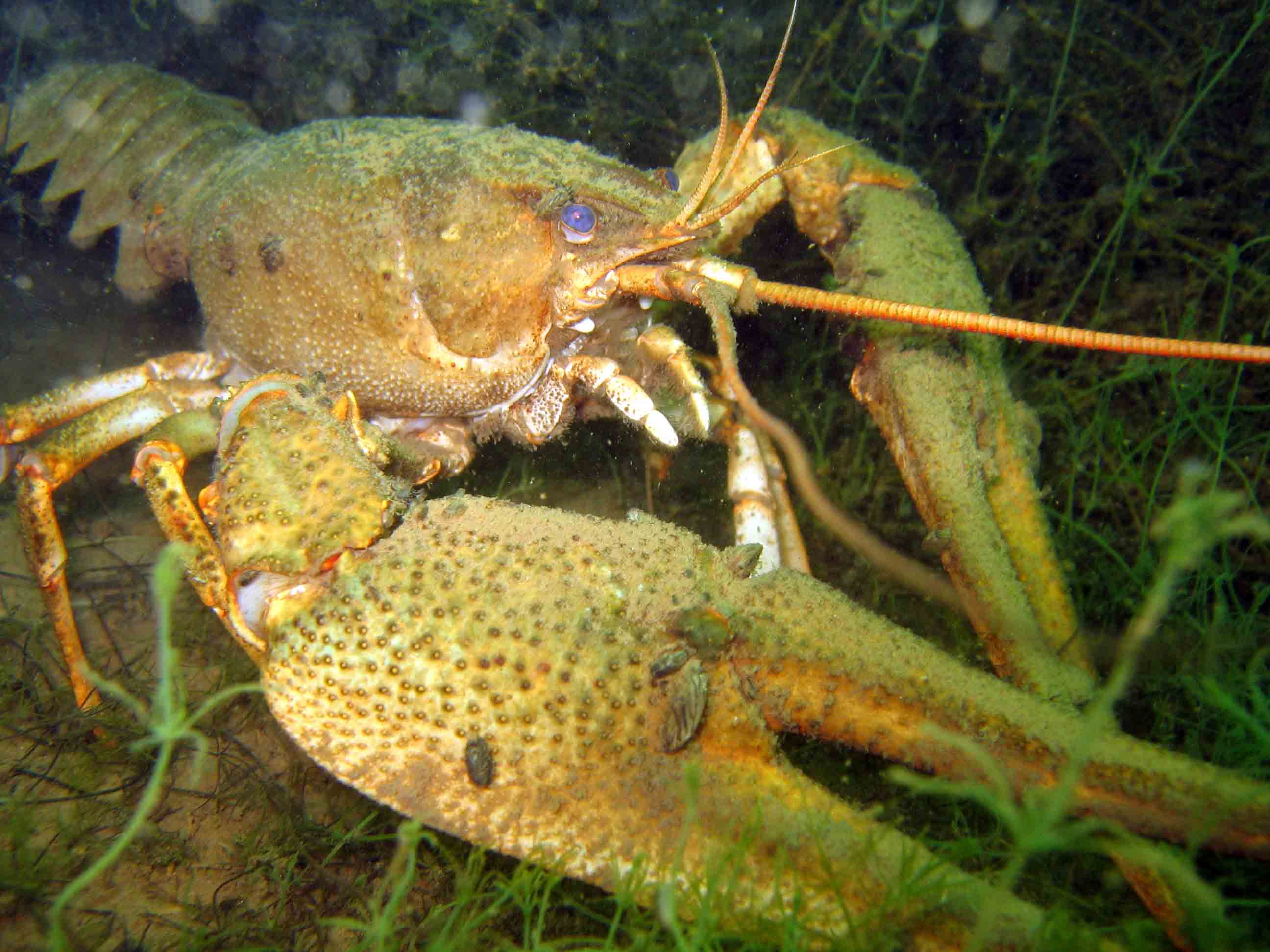
Sumpfkrebs
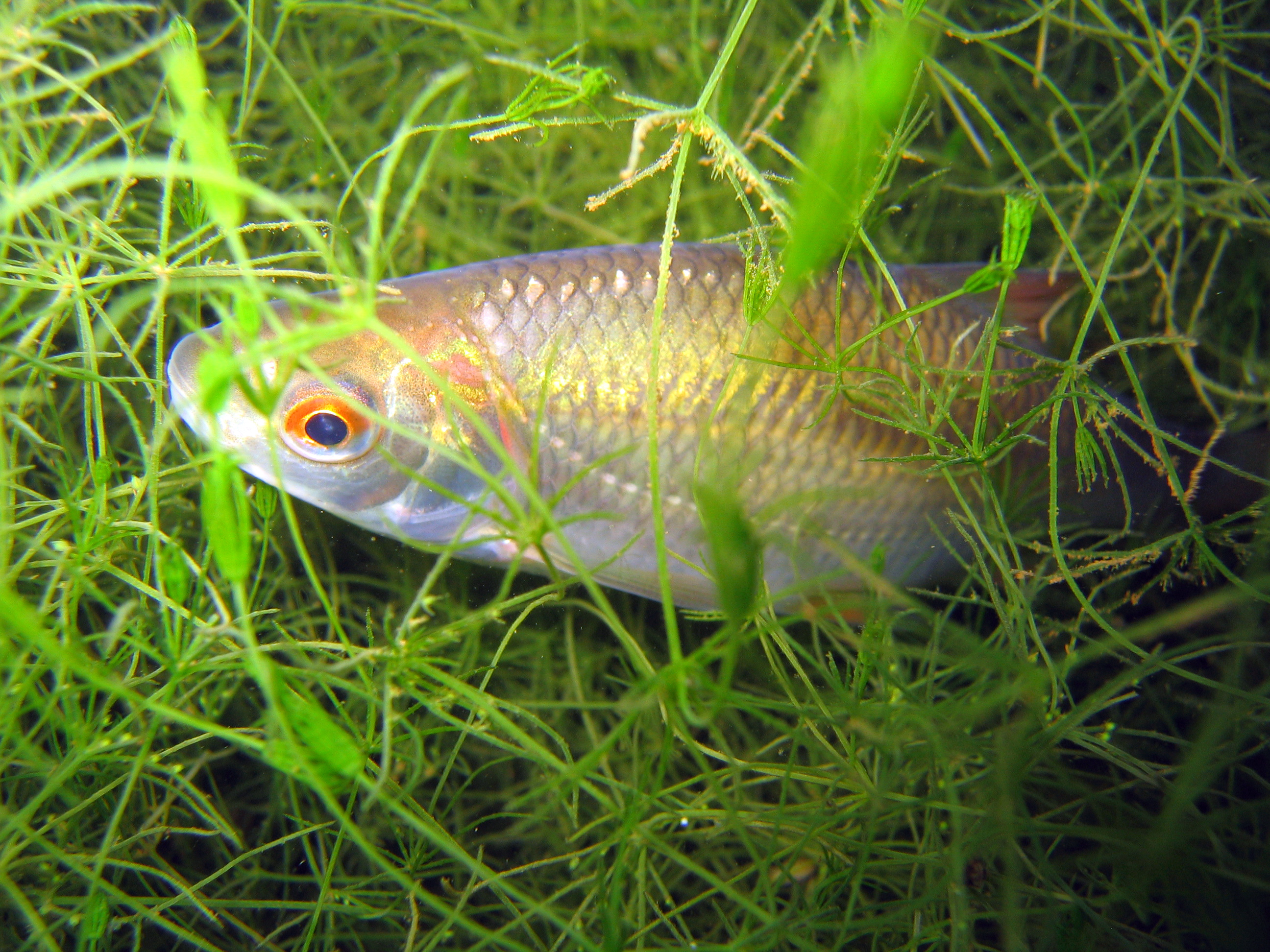
Rotauge
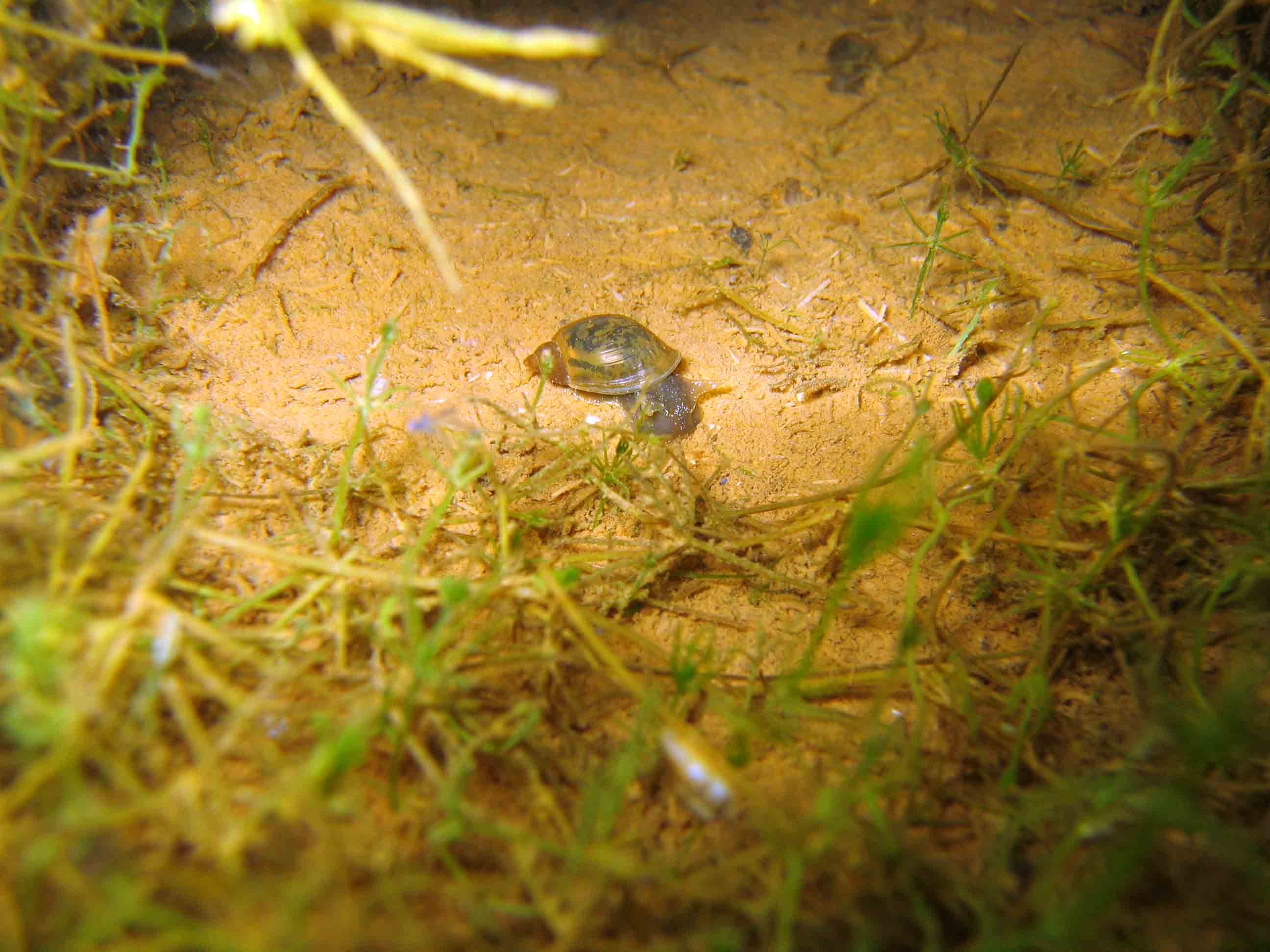
Wasserschnecke
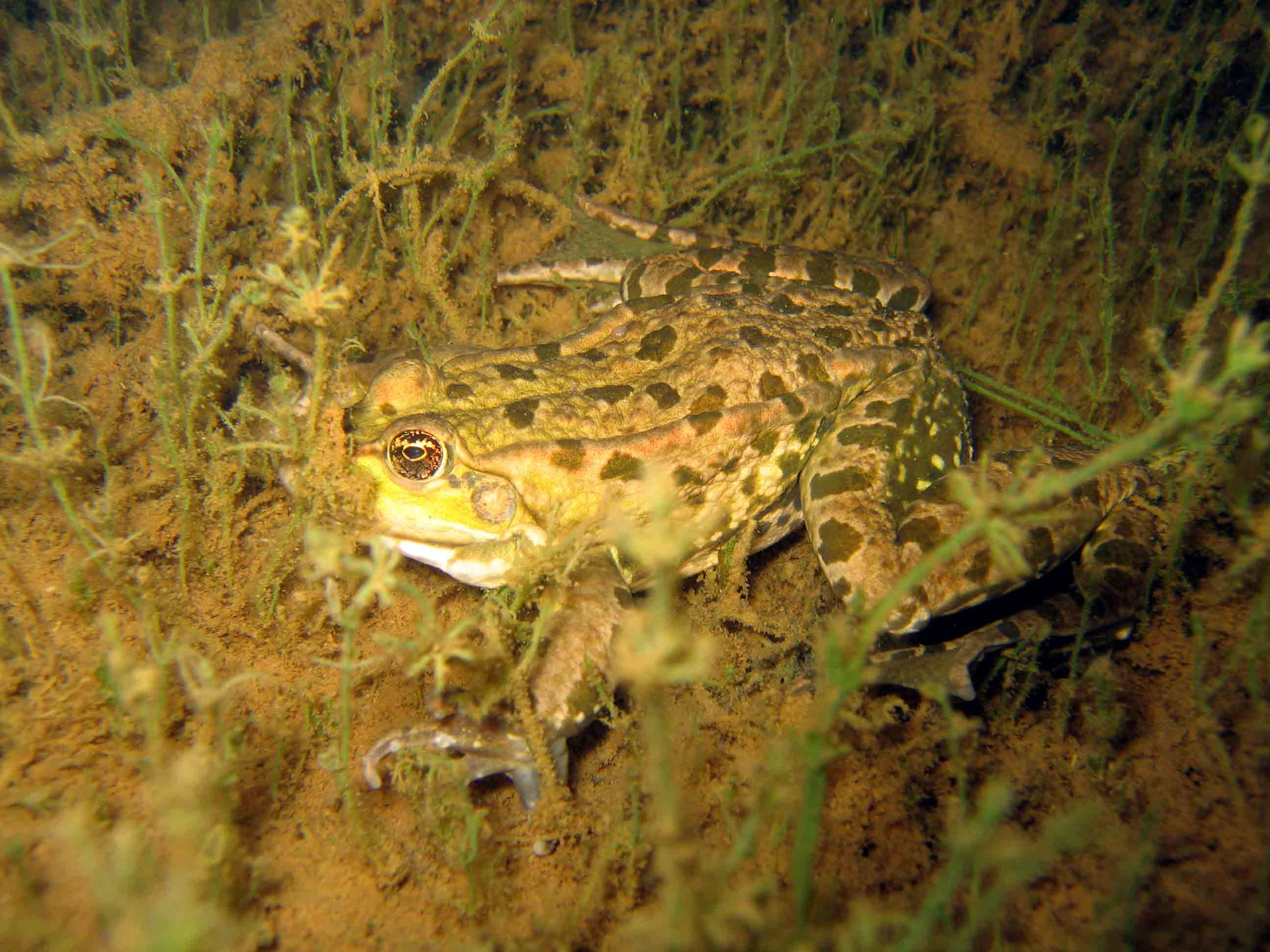
Seefrosch

## Schlangengrabental
Das Schlangengrabental um den Schlangengraben ist eine rund 3,5 Kilometer lange und zwischen 150 und 400 Meter breite Mulde nördlich des Sees in Richtung Aldenhoven. Ihre Böschungen sind bewaldet. In dieser lang gestreckten, im südlichen, seenahen Teil als Naturschutzgebiet ausgewiesenen Mulde sind feuchte und wechselfeuchte Biotope angelegt worden.
Der Schlangengraben nimmt Regenwasser der umliegenden Felder sowie das überlaufende Wasser des Sees auf und leitet es nach Norden in einen naturnah gestalteten Regenüberlauf.

## Geologie
Die in der Bördenlandschaft anzutreffenden Lössböden können sehr viel Feuchtigkeit speichern. Somit führt das Schlangengrabental nur nach starken Regenfällen Wasser. Bei der Verkippung der oberen Schichten hat der Absetzer seinen Ausleger seitlich derart geschwenkt, dass der Forstkies locker aufeinander fiel und sich eine heute noch erhaltene rippenförmige Bodenstruktur ergab. Anschließend wurden die Flächen nicht eingeebnet und der Boden nicht verdichtet, so dass er besser Wasser aufnehmen kann. Forstkies ist ein Substrat aus Kies und Lösslehm.

## Wassersport

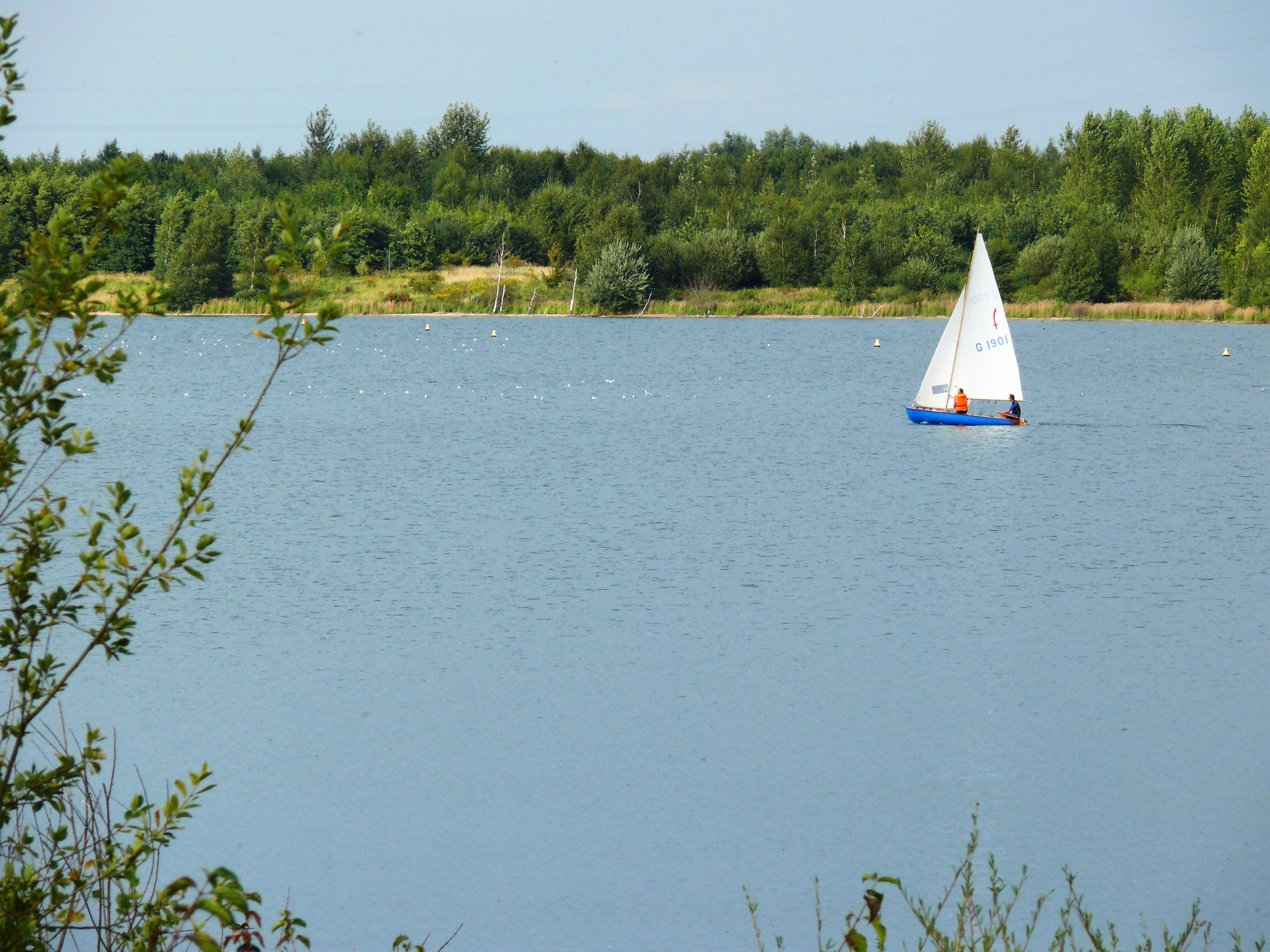
Segler auf dem Blausteinsee

Der Blausteinsee entwickelte sich schnell zum Anziehungspunkt für Freizeitsportler. Am westlichen Ufer des Sees wurde ein Tauchgebiet eingerichtet. Die Sichtweite beträgt wegen des sandigen Untergrunds abhängig von der Anzahl der Taucher ein bis sieben Meter, besonders gut ist die Sichtweite unter 25 Meter Tauchtiefe. Im See wurden verschiedene Tauchziele als Attraktionen versenkt, zum Beispiel ein Unimog, ein Jollenwrack, eine Engelsfigur und Bäume.
Auch Kanuten, Ruderer, Schwimmer, Segler und Windsurfer nutzen den Blausteinsee. Kite-Surfen und Modellboote sind auf dem See verboten.
Jährlich wird der Erich-Berschkeit-Pokal in Form einer Regatta ausgetragen. Erich Berschkeit war 1984 bis 1986 Eschweiler Bürgermeister und setzte sich entscheidend für den See ein.

## Erinnerung an die vergangene Landschaft
Rund um den Blausteinsee erinnern mehrere Gedenksteine und Wegkreuze an die hier abgebaggerten Ortschaften. Eine Übersichtstafel mit zahlreichen Luftaufnahmen steht an der Gedächtniskapelle Kirchspiel Lohn. Ein 15 km langer, ausgewiesener Historischer Pfad führt auf Aldenhovener und Eschweiler Gemeindegebiet als Rundgang um den See. Seine Stationen sind die neuen Weiler Weiler Hausen und Weiler Langweiler sowie das Erbericher Kreuz, das Neulandkreuz und die mit Informationstafeln ausgestatteten Gedenksteine an Langendorf, Langweiler, Laurenzberg, Lürken, Obermerz und das Rittergut Hausen.

## Geschichte
1981 arbeitete die Stadt Eschweiler Konzepte für einen Eschweiler See aus; 1979 hatte sich bereits der Verein Segelklub Eschweiler See gegründet. 1982 begann die Umsiedlung der Bevölkerung aus Erberich, Langendorf, Laurenzberg, Lürken, Langweiler und Obermerz hauptsächlich nach Neu-Lohn und Fronhoven. Die Blausteinsee GmbH wurde als kommunale Trägergesellschaft der Kommunen Aldenhoven, Alsdorf, Eschweiler und Würselen gegründet und der geplante Eschweiler See in Blausteinsee umbenannt. Der Blausteinsee war somit das erste interkommunale Projekt der Region Aachen.
Namensgeber war die alte Gemarkung Am blauen Stein nördlich von Dürwiß. Schon in alten Flurkarten und Deutschen Grundkarten findet sich dieser Name. Er geht auf das ehemals an der Provinzialstraße zwischen Dürwiß und Fronhoven stehende 3,50 Meter hohe Fronhovener Kreuz zurück, ein Wegkreuz aus dem 17. oder 18. Jahrhundert, nicht auf einen Blausteinbruch.
Nachdem 1987 im Braunkohletagebau Zukunft-West die letzte von 530 Millionen Tonnen Braunkohle gefördert worden war, wurde mit der Rekultivierung begonnen. Im Frühjahr 1994 verließ der letzte Absetzer den Tagebau. Das ehemalige Abbaufeld der Tagebaue Zukunft und Zukunft-West ist knapp 23 Quadratkilometer groß. Zur selben Zeit wurde die Zufahrtsstraße Zum Blausteinsee benannt.
Am 5. Oktober 1994 begann die Befüllung des Blausteinsees. Die Wasserfontäne befand sich etwa in Seemitte rund 500 m vom Ufer entfernt und spritzte mit etwa 210 Litern Wasser pro Sekunde 40 m in die Höhe. Jährlich flossen bis zu 6,7 Millionen Kubikmeter Wasser in den See, und für die Erstbefüllung waren mindestens 75 Millionen Kubikmeter erforderlich, da bis zu 50 Millionen Kubikmeter Wasser versickerten bzw. verdunsteten.
Im August 1997 wurde der Verband der wassersporttreibenden Vereine Blausteinsee 1997 e. V. gegründet, der aus der seit 1982 bestehenden Interessengemeinschaft Blausteinsee hervorging. Am 12. August 2000 wurde der Blausteinsee offiziell eröffnet und ein provisorisches Containerdorf errichtet. 2002 errichteten der Segelklub Eschweiler See und der Alsdorfer Segelclub eine eigene Steganlage. Seit August 2003 patrouillierten Mitarbeiter eines privaten Sicherheitsdienstes am Blausteinsee, um zu verhindern, dass wild gegrillt, gebadet und Naturschutzzonen betreten werden. Im August 2004 wurde ein Teil des Sees zum Schwimmen freigegeben, und im Jahr 2005 erreichte er seine endgültige Größe von etwa 100 Hektar (1 {\displaystyle km^{2}}) bei einer maximalen Tiefe von 46 m. Ein großer Findling am Westufer erinnert an die Erstbefüllung und Eröffnung.

## EuRegionale 2008: Ankerpunkt Blausteinsee
Im Rahmen eines langfristig angelegten Projekts wird der Blausteinsee in den neu entstehenden Landschaftspark Eschweiler/Inden mit Namen Indeland als ein Projekt der EuRegionale 2008 integriert. Dieser Landschaftspark soll die gesamte rekultivierte Fläche des Tagebaus Inden unter dem Themenbereich Wasser zusammenfassen. Ein ähnliches Vorhaben wurde bereits vor Jahrzehnten bei der Rekultivierung im Südrevier des Rheinischen Braunkohlereviers im heutigen Naturpark Rheinland westlich von Köln umgesetzt.
Am 26. Oktober 2007 warf zur Eröffnung der Bauphase der nordrhein-westfälische Bauminister Oliver Wittke symbolisch einen Anker in den See. Bis August 2008 wurde am „Ankerpunkt Blausteinsee“ eine Seebühne mit einer Tribüne für 950 Zuschauer errichtet. Seither entstanden auch das Seezentrum mit Aussichtsplattform, Vereinsunterkünfte, Gastronomie und eine so genannte Wasserschule. An den Gesamtkosten von 4,2 Mio. Euro beteiligte sich das Land Nordrhein-Westfalen mit 1,3 Mio. Euro.
Bei der Versiegelung des Untergrundes des Blausteinsees wurde ein neues Verfahren angewandt. Somit gilt er als ein Prototyp für den zwischen 2035 und 2050 geplanten Indeschen See im benachbarten Tagebau Inden.

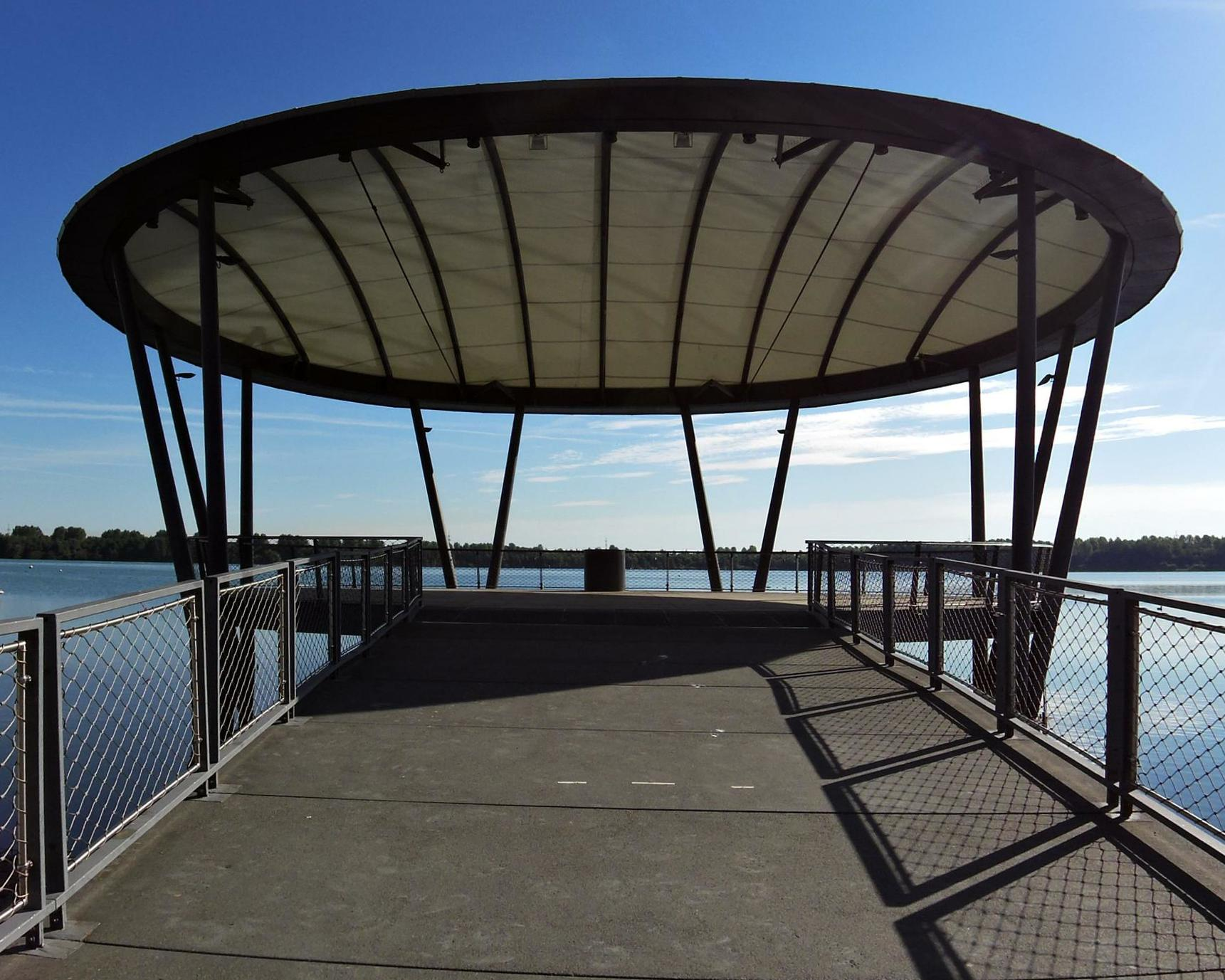
Seebühne
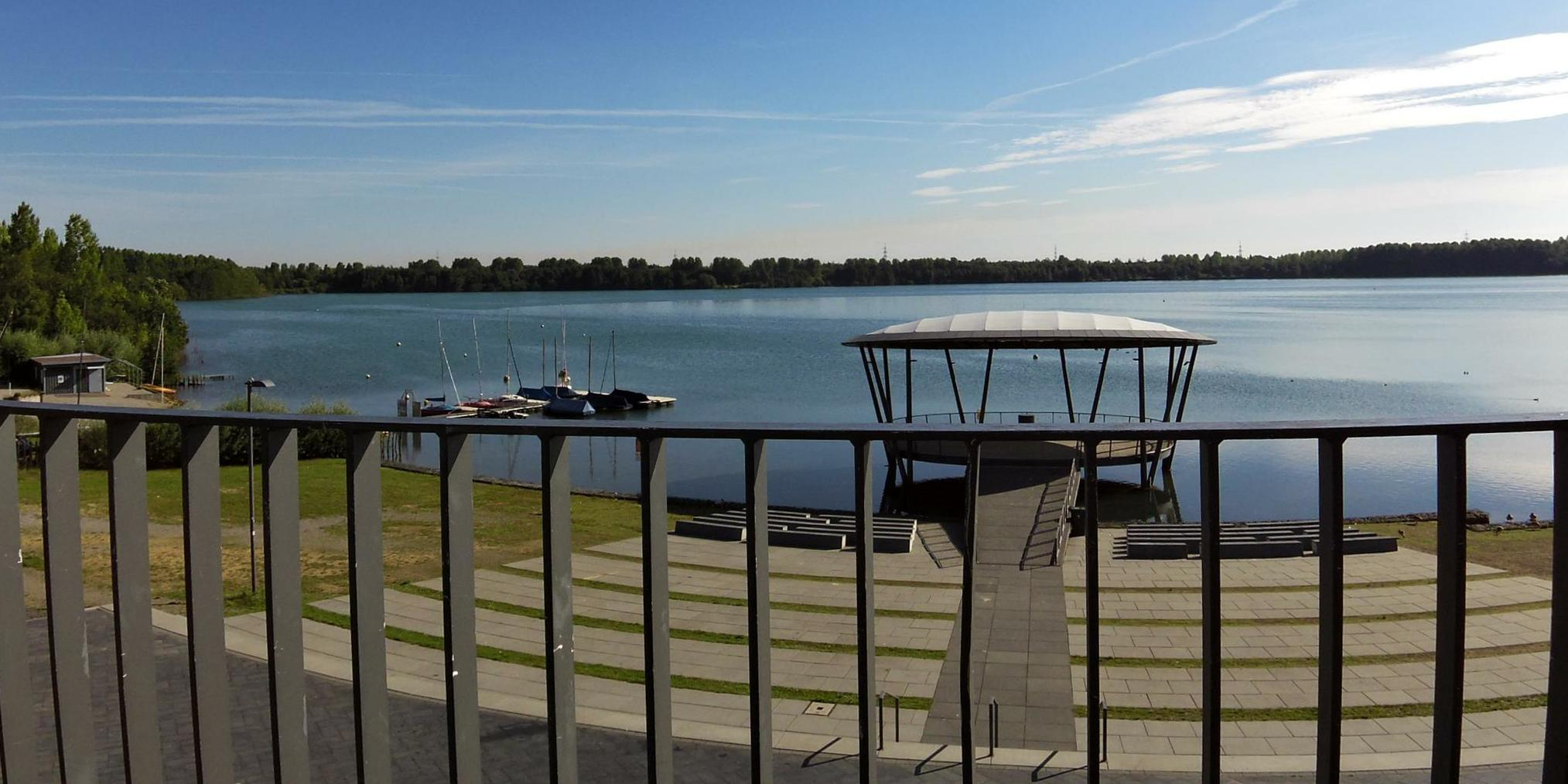
Seebühne von der Aussichtsplattform aus aufgenommen
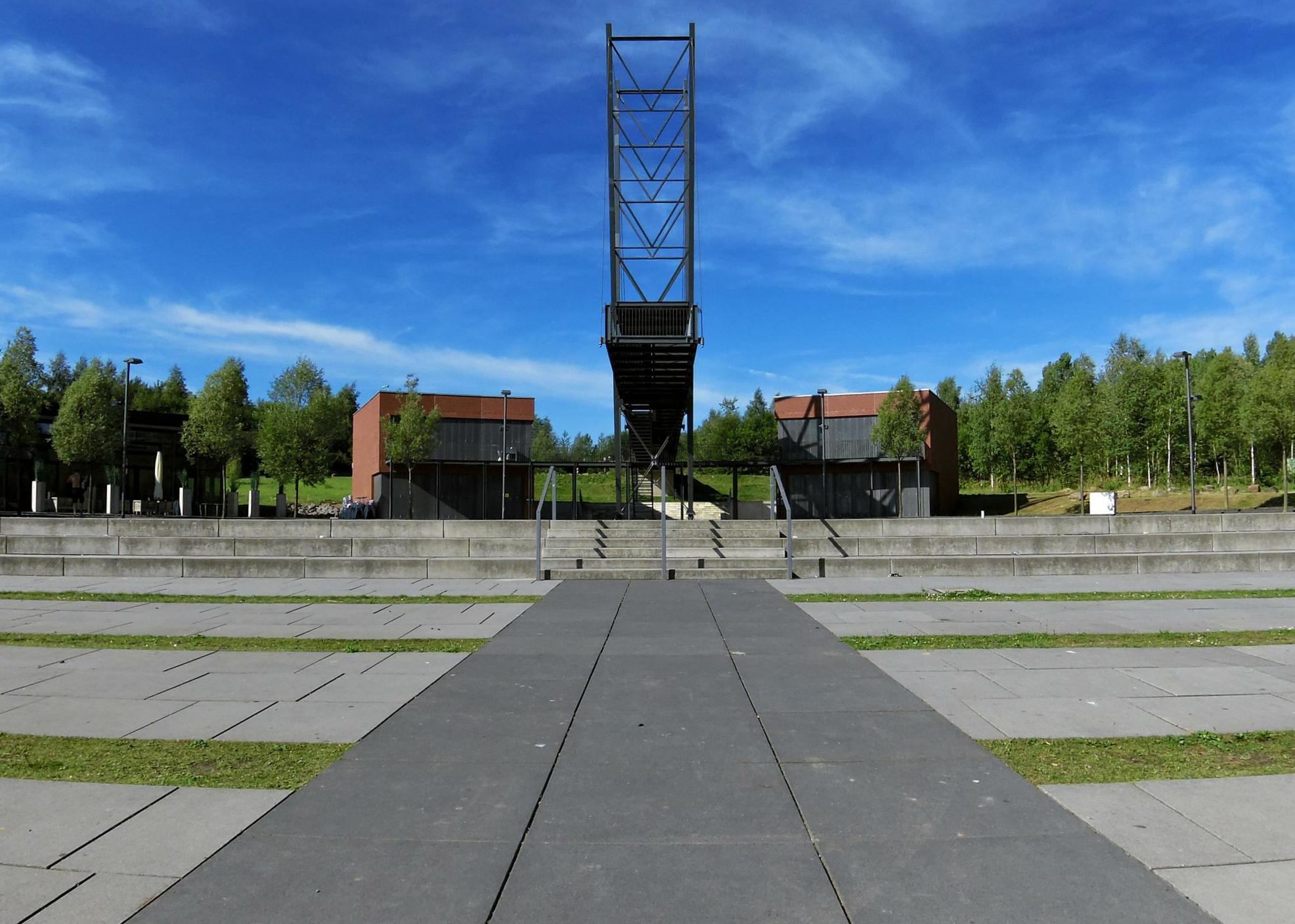
Aussichtsplattform von unten

## Verkehrsanbindung

Lage des Sees

Der Blausteinsee liegt in unmittelbarer Nähe der Landstraße 238 zwischen Eschweiler, Dürwiß, Neu-Lohn/Fronhoven, Aldenhoven und Jülich. Die nächsten Anschlussstellen sind Aldenhoven auf der A 44 sowie Eschweiler-West und Eschweiler-Ost auf der A 4. Radwege sind ausgeschildert.

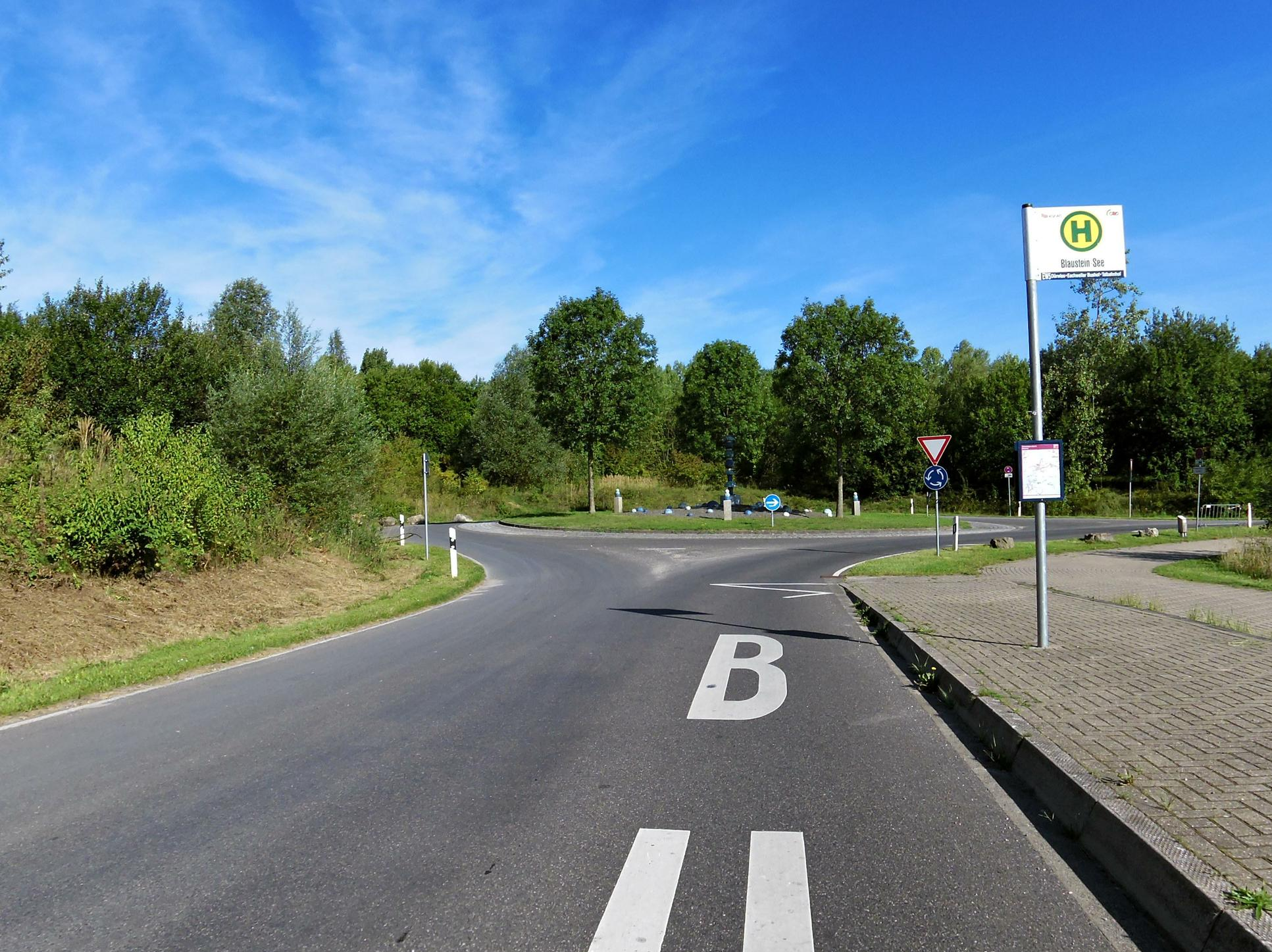
Bushaltestelle „Blausteinsee“

Die beiden nächsten ganzjährig angefahrenen Bushaltestellen sind am Südufer Freibad bei Dürwiß und in der Nähe des Ostufers Wiesenstraße bei Fronhoven der Linie 6. In den Sommerferien wird der Blausteinsee seit 2013 durch die Stadtbuslinie EW 5 (Blausteinsee-Shuttle) angefahren.
| Linie | Verlauf |
| ----- | --- |
| EW5   | Talbahnhof/Raiffeisenplatz – Langwahn – Schwimmhalle – Eschweiler Bushof – Dürwiß Kirche – Dürwiß Freibad – Blausteinsee                                                                                   |
| 6     | (Talbahnhof/Raiffeisenplatz – Krankenhaus –) Eschweiler Bushof – Dürwiß – Neu-Lohn – Fronhoven – (Weiler-Hausen – Niedermerz –) Aldenhoven – Bourheim – Jülich Walramplatz – Neues Rathaus – Jülich Bf/ZOB |

Die nächste Bahnstation ist der von der Euregiobahn bediente Eschweiler Talbahnhof an der Bahnstrecke Mönchengladbach–Stolberg. Dort startet in den Sommerferien der Blausteinsee-Shuttle.